# Maison au 6, rue de la Grande-Boucherie à Sélestat
La maison au 6, rue de la Grande-Boucherie est un monument historique situé à Sélestat, dans le département français du Bas-Rhin.

## Localisation
Ce bâtiment est situé au 6, rue de la Grande-Boucherie à Sélestat.

## Historique
L'édifice fait l'objet d'une inscription au titre des monuments historiques depuis 1934.

## Architecture

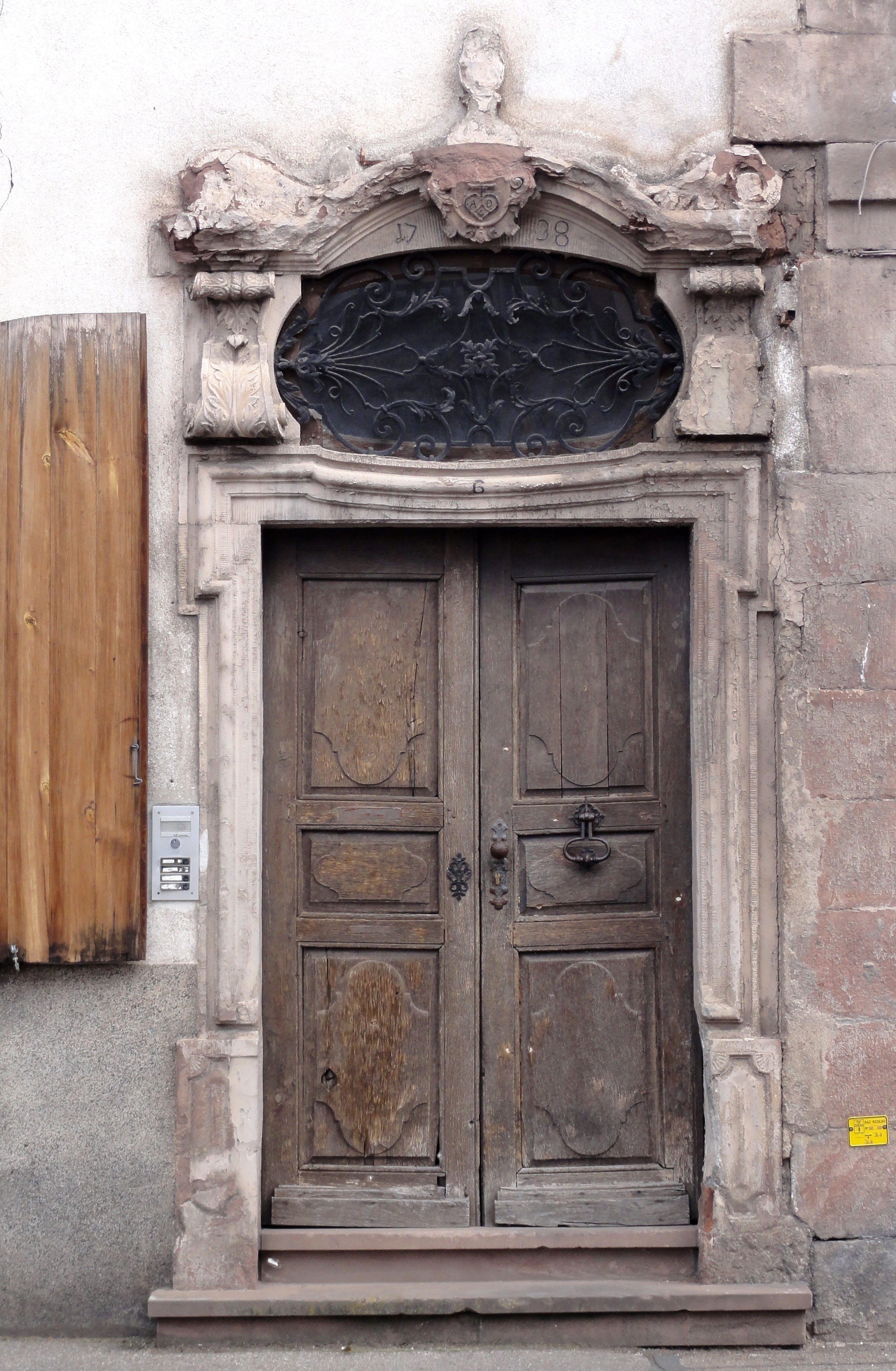